# Minas de El Castillo de las Guardas
Minas de El Castillo de las Guardas es una localidad española del municipio de El Castillo de las Guardas, perteneciente a la provincia de Sevilla, en la comunidad autónoma de Andalucía.

## Geografía
Sus coordenadas geográficas son de latitud 37°69' Norte y de longitud 6°36' Oeste. Se encuentra a 64 kilómetros de la capital de provincia, Sevilla, y a 5 km de la cabeza de su municipio, El Castillo de las Guardas. Las poblaciones más cercanas son El Castillo de las Guardas y El Peralejo.
La localidad se encuentra a una altitud de 360 m sobre el nivel del mar. Pertenece a la Sierra Norte sevillana, en la comarca de El Corredor de la Plata. Se accede a esta localidad a través de la carretera A-476 y la carretera SE-6404.

## Historia
Las Minas del Castillo de las Guardas también son conocidas por el nombre de “Mina Admirable y su Grupo” y se encuentra en el extremo nordeste de la franja de pirita onubense, dentro de la provincia de Sevilla, en su límite con Huelva.
Fueron explotadas en la Edad Antigua, siguiendo después de la época romana una parada de varios siglos. Las primeras noticias que se volvieron a tener sobre estas minas corresponden, según documentos de los archivos del registro del Castillo de las Guardas, a mediados del siglo XIV y el siglo XV.
En la Edad Moderna, no se realizaban trabajos por el fracaso metalúrgico. En la Edad Contemporánea, fue en al primera de pirita en la provincia de Sevilla. En el año 1900, se construyó el Ramal de ferrocarril de más de 15 km, que unía las Minas del Castillo de las Guardas con las Minas de Río Tinto. También en este año se construye la presa del embalse, como reserva de agua para el uso de la mina. En 1916 se paralizan los trabajos a causa de la Guerra Europea, se reinician los trabajos en 1921 hasta 1942 que vuelve a paralizarse la actividad como consecuencia de la Segunda Guerra Mundial.
Finalmente desde 1942 hasta 1963 estuvo nuevamente en explotación, según las fuentes consultadas. Los minerales que se extraían eran entre otros pirita de hierro y pirita cobriza: azufre, hierro, cobre, zinc, plomo. Estos minerales eran muy cotizados en Europa por su gran calidad.

## Demografía
La población censada en la localidad es de 42 habitantes en el 2006, siendo 81 en el 2004.
| 81                        | 42 |
| (Fuente: INE [Consultar]) |    |